# Naíde Regueira Teodósio
Naíde Regueira Teodósio (Sirinhaém, 6 de junho de 1915 – Recife, 17 de abril de 2005) foi uma médica e nutróloga brasileira, professora aposentada da Universidade Federal de Pernambuco e Comendadora da Ordem Nacional do Mérito Científico, título atribuído no ano de sua morte, em 2005. 
Naíde foi professora na área de Fisiologia, como Mestre Adjunto IV e Livre Docente. Desenvolveu um composto à base de sangue de boi, como complementação alimentar para crianças desnutridas e mulheres grávidas. O produto deu bons resultados, sendo nomeado Prothemil, e ganhou o suporte do Laboratório Farmacêutico de Pernambuco (Lafepe), que iniciou a sua produção em massa.

## Biografia
Naíde nasceu na cidade de Serinhaém, em 1915. Era filha de Joel Regueira Pinto de Souza, comerciante e político do município, e de Branca de Figueira Brito, que se dedicava ao lar. Vinda de família bastante humilde, com bastante esforço dos pais conseguiu estudar em uma pequena escola paroquial da cidade mantida pelos franciscanos, onde permaneceu dos 4 aos 9 anos de idade. Como tinha uma condição um pouco melhor que seus colegas, a professora a encarregava de ensinar e até de punir os alunos que não apresentassem a lição de casa, algo que Naíde não concordava.
| “ | Sendo eu bem mais nova que esses colegas, claro que havia uma diferença de condições sociais tremenda entre a minha pessoa e esses colegas. Eram pessoas muito pobres, sem dúvida nenhuma, eram mal nutridos, não tinham nenhum ambiente de lar que proporcionasse a eles mais informações e eram atrasados, portanto, eu era privilegiada (...) Então o meu papel era fazer com que eles avançassem, eu jamais tive nenhuma atitude de repressão ou de reprimenda a qualquer desconhecimento deles. | ” |

Sua mãe lia muito em casa e gostava de ser informada pela filha dos acontecimentos da escola, onde conversava com a filha sobre a importância da cultura e da educação. Aos 9 anos, saiu de sua cidade e foi para a capital para estudar em um internato, o Colégio da Sagrada Família, onde aprendeu sobre ciências e línguas, sendo fluente em francês, no bairro de Casa Forte, em Recife. Ficou no internato por quatro anos.
| “ | (...) eu considero que a influência dessas irmãs, deste colégio em minha vida foi fundamental, eu desenvolvi todo um desempenho na vida profissional, nas relações com o ambiente de trabalho, com as pessoas que trabalhavam ao meu lado, tudo isso teve um marco muito sólido (...). | ” |

Naíde precisou revalidar seus estudos, pois o internato não possuía o curso secundário reconhecido pelo Governo Federal. Assim valendo-se do artigo 100 da Reforma Francisco Campos, que modernizou o ensino secundário brasileiro, ela prestou exames da 3ª, 4ª e 5ª séries ginasiais, sendo as provas da 3ª e 5ª séries no Colégio Salesiano e a prova da 4ª série, no Liceu Pernambucano, concluindo, assim, seu curso ginasial e terminando sua formação de grau médio.
Retornando para sua cidade aos 14 anos, começou a trabalhar no armazém do pai aos 15 anos. Seu desejo de continuar estudando, principalmente matemática, a fez querer voltar ao Recife para ingressar no curso de engenharia, um curso pago e caro e inacessível para as condições de sua família. A faculdade de direito era uma opção, mas o curso não a agradava e por isso escolheu o curso de medicina na Faculdade de Medicina de Pernambuco (hoje integrada à Universidade Federal de Pernambuco), prestando vestibular em 1937. Contrariando a vontade paterna, Naíde se mudou para o Recife, na companhia de duas irmãs mais novas, para estudar e trabalhar.
Houve dificuldades financeiras para suprir suas necessidades na capital e ainda ter que ajudar a família, já que seu pai se encontrava doente. 
| “ | Agora o meu curso superior transcorreu com muitas dificuldades financeiras, porque eu trabalhava para sobreviver e para sustentar a minha família (...) então tinha que me desdobrar em uma luta para a sobrevivência e isso dificultava muito as condições de estudo. Só consegui realizar, porque tinha realmente uma resistência física e mental impressionante. Eu era capaz de passar toda a minha noite em claro estudado e no dia seguinte ninguém percebia que eu estava indormida. Nesse aspecto eu sou uma pessoa altamente privilegiada pela natureza, que viveu no mercado de trabalho e resistiu aos excessos de atividade, o que raramente as pessoas têm. | ” |

Para sustentar a família e seu curso na capital, Naíde trabalhar como secretária do Hospital Corrêa Picanço em Recife e dava aulas de Francês, Biologia e Matemática, tendo que passar as noites em claro para conseguir estudar. Não querendo desempenhar o papel imposto às mulheres da época, Naíde ingressou na Faculdade de Medicina de Pernambuco (hoje integrada à Universidade Federal de Pernambuco), em uma época na qual o curso era frequentado, quase que exclusivamente, por homens. Foi a única mulher a se formar em sua turma, em 1947. 

## O Estado Novo
A instauração da política do Estado Novo, em 10 de novembro de 1937 por Getúlio Vargas, causou vários conflitos. Temas relacionados à liberdade, direitos e garantias individuais foram ameaçados e não foram poucos os cidadãos que se revoltaram com a nova política, incluindo Naíde. Para combater o governo Vargas, Naíde se filiou à Aliança Nacional Libertadora (ANL), organização antifascista destinada, principalmente, a combater a influência fasciintegralista. A relação do governo Vargas com as táticas nazistas é evidenciada pela ida de Filinto Müller, um dos principais articuladores desta relação, à Alemanha para se reunir com Heinrich Himmler, chefe da Gestapo, e aprender, dentre outras coisas, técnicas de torturas.
Sua filiação e atuação junto a ANL lhe trouxe uma série de contratempos. Para combater tais práticas do governo, ela se propôs a prestar assistência aos presos políticos do período, na Casa de Detenção do Recife e fez vários cursos de formação política. Isso levou a uma convocação, em 1940, para prestar depoimentos no Departamento de Ordem Política e Social (DOPS), junto de vários intelectuais e cientistas pernambucos acusados de “manter ligações com elementos comunistas”, sendo a única mulher registrada na lista de depoentes.
Naíde passou a sofrer discriminação e ficou proibida de estagiar em hospitais, ainda que fosse acadêmica de Medicina. Entretanto, como na época era funcionária da “Assistência aos Psicopatas”, conseguiu driblar a vigilância, entrando nas Unidades de Saúde, conforme a exigência da Faculdade. Ainda estudante e lutando contra a repressão política, Naíde se apaixonou pelo médico Bianor Silva Teodósio e, em 1942, eles se casaram. O casal teve três filhos, Manoel, Joel e Ricardo, e uma filha, Marta. Esta última, e uma neta de Naíde, que tem o mesmo nome da avó, seguiram a carreira de Medicina.
O casamento a levou a parar os estudos e a se mudar para Santarém, no estado do Pará, onde Bianor era médico clínico, com consultório próprio e Naíde, quintanista de Medicina, o ajudava na parte clínica, além de servir também como auxiliar de enfermagem e realizar exames laboratoriais dos pacientes, com aluguel de equipamentos necessários. A atuação na clínica do marido serviu, de certa forma, como um estágio médico.
Quatro anos depois, Naíde retornou ao Recife para concluir o sexto ano do curso de medicina. Teve como professores dois estudiosos e especialistas em questões de nutrição e combate à fome, Nelson Chaves e Josué de Castro, com os quais trabalhou. Ao concluir o curso, decidiu ser pesquisadora e professora na área da Nutrição e Fisiologia.

## Carreira
Em 1947 teve o primeiro filho. Na área profissional, decidiu ser professora e em 1948 passou a integrar o quadro de professores da Faculdade de Medicina onde estudou.
| “ | (...) desde o curso de graduação em medicina estava definida pela fisiologia, sabia que queria ser fisiologista, eu não queria ser outra coisa, estava convicta que essa era a área que eu iria abarcar e encaminhava sempre o pouco tempo que eu tinha para estudar, para me inteirar da ciência fisiológica. | ” |

Em 1949, assinou o Manifesto em Defesa da Paz por ocasião da Fundação da Associação Pernambucana de Defesa da Paz e da Cultura, atrelada à campanha nacional em função da invasão norte-americana à Coreia. Em 1952, assinou o abaixo-assinado de convocação do Congresso Nacional em Defesa do Petróleo, compondo a defesa da campanha “O petróleo é nosso” que culminou, dentre outras coisas, na criação da Petrobrás.
Em 1956, Naíde fez estágio/curso de especialização com o professor Bernardo Houssay (1887-1971), pesquisador agraciado com o Prêmio Nobel de Medicina, no Instituto de Medicina e Biologia Experimental, em Buenos Aires, na Argentina, com o apoio da Coordenação de Aperfeiçoamento de Pessoal de Nível Superior (Capes). Tal estágio foi fundamental para a formação de Naíde como pesquisador e fisiologista. Assim, ao retornar ao Brasil, Naíde se dedicou ao estudo da nutrição, onde criou um composto alimentar a partir do sangue bovino que serviu como suplemento nutricional a mulheres grávidas e crianças desnutridas.
Com Nelson Chaves, pesquisou em fisiologia e histologia, onde colaborou na pesquisa de outro Nobem de Medicina, Ulf Svante von Euler, em 1970. No grupo de Chaves, realizou pesquisa com farinhas alimentícias, tentando verificar se misturas de alimentos vegetais seriam uma boa complementação para uma alimentação de base que fosse de fato eficiente para garantir um estado nutricional adequado à população pobre. Tais pesquisas foram necessárias, pois o grupo tentava contribuir para a melhoria do problema nutricional da região nordestina utilizando uma associação de alimentos típicos da região Nordeste. Esse trabalho permitiu que, ao descobrirem a ineficiência de alguns produtos, eles não fossem produzidos em larga escala e distribuídos à população brasileira.
Em 1962, pleiteou o título de livre-docente em Fisiologia e foi aprovada com a tese Contribuição ao estudo fisiológico da hipoglicemia (Atuação do fator hipoglicemiante do anacardium occidentale).

## Presa política
O Golpe de Estado no Brasil em 1964 levou sérios contratempos à trajetória de Naíde. Na época, o governador de Pernambuco era Miguel Arraes, um dos apoiadores de João Goulart e de suas causas. Arraes a tinha convidado para ser a diretora do Departamento de Reeducação e Assistência Social do Serviço Social Contra o Mocambo, em 1963, onde ela trabalhou por um ano e se demitiu. Sua atuação política e a não concordância com a política instaurada pelo golpe levou à sua prisão em 13 de abril de 1964, assim como outros militantes e políticos contrários ao regime.
Encarcerada e longe do marido e dos filhos, que também foram presos, ela viu seus colegas e apoiadores sendo torturados. Seu filho Mano Teodósio, que lutou contra o regime ditatorial, foi brutalmente torturado e morreu no final da década de 1980. Mesmo depois de libertada, continuou sofrendo represálias e foi afastada da docência e da pesquisa na universidade.

## Reintegração
Reintegrada à universidade, ela voltou ao ensino e à pesquisa, orientando estudantes de gradução e de pós na Faculdade de Medicina da Universidade Federal de Pernambuco. Ao completar 70 anos de idade, porém, Naíde foi aposentada, compulsoriamente, pela universidade.
| “ | Eu não fui aposentada, me aposentaram! Mas, como tenho saúde, vou continuar trabalhando. A despedida é termo de intromissão espúria em meu mundo afetivo, no qual figura nossa Universidade em plano apenas superado pelo amor à minha família, porém em plano igualitário àquele ocupado pelo nosso povo sofrido, a quem aprendi a amar, sentindo a necessidade imperiosa de servir, de doar-me, desde a minha vida de criança. Considero-me entre aqueles cuja lucidez indicará o exato momento de se afastar. | ” |

Foi a criadora do Laboratório de Fisiologia da Nutrição, no Departamento de Nutrição da Universidade Federal de Pernambuco, que se chama, hoje, Laboratório Naíde Teodósio. Publicou diversos trabalhos em periódicos nacionais e internacionais e orientou pesquisas para mitigar as desigualdades sociais, com um enfoque particular no combate à desnutrição.

## Morte
Naíde morava com a filha Marta, nefrologista e pediatra, no Recife. Ela morreu em 17 de abril de 2005, aos 89 anos, devido a uma falência múltipla de órgãos. Ela foi velada no Salão Nobre da Universidade Federal de Pernambuco e enterrada no Cemitério Parque das Flores, em Jaboatão dos Guararapes.

## Legado
Em 2008 foi lançado o Prêmio Naíde Teodósio de Estudos de Gênero pela Secretaria da Mulher de Pernambuco (SecMulher-PE) em homenagem à luta e ao legado de Naíde. O prêmio é uma seleção pública que visa estimular a reflexão e o debate crítico sobre as relações de gênero, assim como a produção teórica sobre o tema no âmbito do ensino formal. Podem concorrer ao prêmio estudantes do ensino médio, técnico subsequente, graduação e pós-graduação; além de professores e professoras do ensino médio e técnico subsequente.
A Policlínica localizada na Av. República do Líbano, nº 355, bairro do Pina, no Recife, se chama Professora Naíde Regueira Teodósio, também em sua homenagem.